# Kchang-ting
Kchang-ting (čínsky pchin-jinem Kāngdìng, znaky 康定, tibetsky  དར་རྩེ་མདོ།) je městský okres v provincii S’-čchuan v Čínské lidové republice. Je sídlem správy Tibetské autonomní prefektury Kardze. Má rozlohu přibližně 11 486 čtverečních kilometrů a k roku 2000 v něm žilo přes 109 tisíc obyvatel.

## Doprava
Od roku 2008 je v provozu letiště Kchang-ting.

## Obyvatelstvo
Podle sčítání lidu v roce 2000 převažovali Tibeťané (63 %), následovali Chanové (35 %), Chuejové (0,8 %) a Iové (0,4 %).